# Arivaldo Alves dos Santos
Arivaldo Alves dos Santos (sinh ngày 19 tháng 11 năm 1980) là một cầu thủ bóng đá người Brasil.

## Sự nghiệp câu lạc bộ
Arivaldo Alves dos Santos đã từng chơi cho Kashima Antlers.

## Thống kê câu lạc bộ

### J.League
| Đội             | Năm       | J.League | J.League | J.League Cup | J.League Cup | Tổng cộng | Tổng cộng |
| Đội             | Năm       | Trận     | Bàn      | Trận         | Bàn          | Trận      | Bàn       |
| --------------- | --------- | -------- | -------- | ------------ | ------------ | --------- | --------- |
| Kashima Antlers | 2005      | 14       | 0        | 3            | 0            | 17        | 0         |
| Tổng cộng       | Tổng cộng | 14       | 0        | 3            | 0            | 17        | 0         |